# Daniel Killer
Pour les articles homonymes, voir Killer.
Daniel Pedro Killer est un footballeur argentin né le 21 décembre 1949 à Rosario. Il évoluait au poste de défenseur.
Il a remporté la Coupe du monde 1978 avec l'équipe d'Argentine.

## Carrière
| Saison    | Club                 | Matches | Buts |
| --------- | -------------------- | ------- | ---- |
| 1970-1976 | CA Rosario Central   | 185     | 18   |
| 1977-1978 | Racing Club          | 77      | 4    |
| 1979-1981 | Newell's Old Boys    | 117     | 3    |
| 1982-1983 | CA Vélez Sársfield   | 30      | 0    |
| 1984      | Atlético Bucaramanga | 0       | 0    |
| 1984      | Estudiantes LP       | 4       | 0    |
| 1984-1986 | Club Atlético Unión  | 45      | 1    |
| 1986-1987 | Argentino de Rosario | 0       | 0    |

## Sélections
- Argentine : 22 sélections, 3 buts